# Survey of Scottish Witchcraft

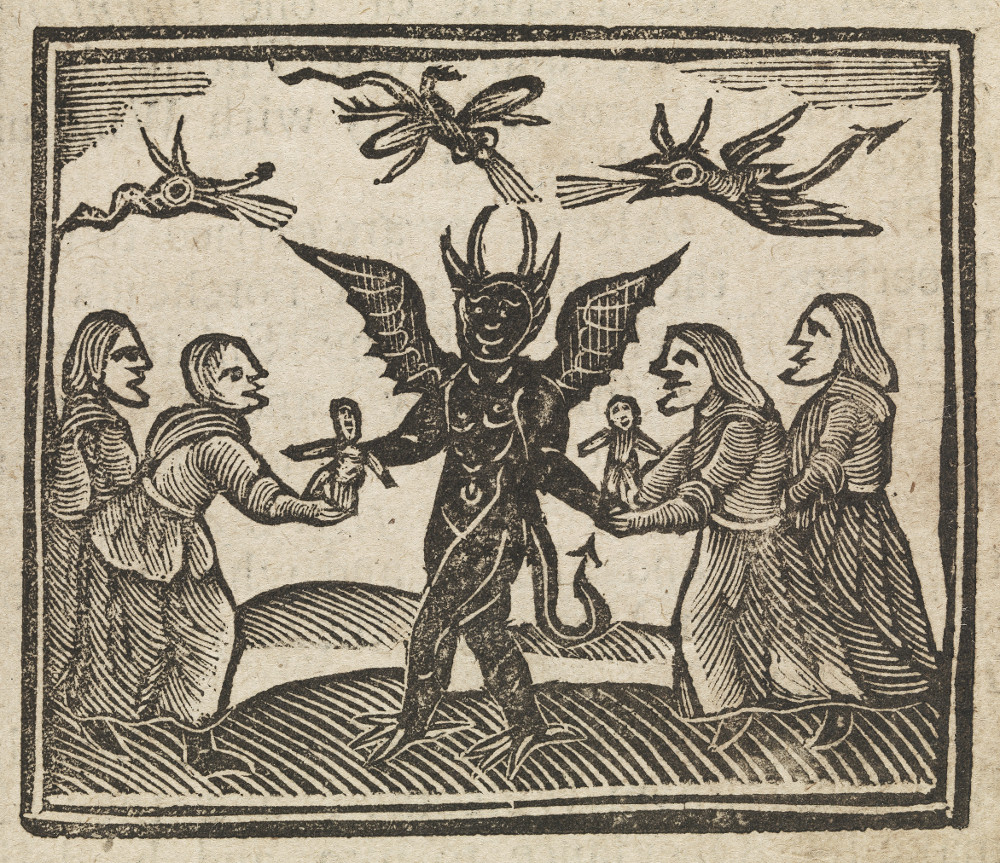
Imatge de xilografia de Newes d'Escòcia (1591) que representa el diable amb Agnes Sampson, una de les bruixes detallades a l'enquesta

Survey of Scottish Witchcraft (en català Enquesta de bruixeria escocesa) és una base de dades en línia de judicis contra bruixes a l'Escòcia moderna, que conté detalls de 3.837 acusades recollits a partir de documents judicials contemporanis que cobreixen el període des de 1563 fins a la derogació de la Llei de bruixeria escocesa el 1736. L'enquesta es va posar a disposició en línia l'any 2003 després de dos anys de treball a la Universitat d'Edimburg per Julian Goodare, ara professor d'història a la Universitat d'Edimburg, i Louise Yeoman, excomissària de la Biblioteca Nacional d'Escòcia, ara és productora/presentadora de la BBC Radio Scotland, amb l'ajuda dels investigadors Lauren Martin i Joyce Miller, i els serveis informàtics de la Universitat d'Edimburg. La base de dades es pot descarregar des del lloc web.

## Atenció als mitjans l'octubre de 2019
El projecte va rebre l'atenció dels mitjans l'octubre de 2019 per dos motius. En primer lloc, un mapa interactiu que mostra on residien les bruixes acusades es va fer públic després de treballar a la Universitat d'Edimburg per Ewan McAndrew, Wikimedian in Residence, i Emma Carroll, una estudiant de geologia i geografia física. Com a part d'aquest projecte, algunes de les dades també es van compartir obertament a Wikidata. En segon lloc, la biografia de la Viquipèdia de la bruixa acusada Lilias Adie va aparèixer a la pàgina d'inici de la Viquipèdia per Halloween després que els investigadors de la Universitat de Dundee li reconstruïssin la cara a partir de fotografies del seu crani. Feren també una crida per a la devolució de les seves despulles, que ara estan desaparegudes. Julian Goodare va ser cridat per comentar ambdues novetats, que van rebre l'atenció de la premsa nacional i internacional.

## Enquestes prèvies de bruixeria escocesa
L'enquesta es va basar en el treball de tres enquestes anteriors:
- George Fraser Black publicà el 1938 Calendar of Cases of Witchcraft in Scotland, 1510-1727.
- El 1977 es publicà Source-Book of Scottish Witchcraft amb el finançament del Social Science Research Council.
- Als anys 90 es publicà en CD-Rom la base de dades Scottish Witch Hunt Data Base.